# Cave City (Arkansas)
Cave City és una població dels Estats Units a l'estat d'Arkansas. Segons el cens del 2000 tenia 1.946 habitants.

## Demografia
Segons el cens del 2000, Cave City tenia 1.946 habitants, 775 habitatges, i 538 famílies. La densitat de població era de 290,1 habitants/km².
Dels 775 habitatges en un 35,2% hi vivien nens de menys de 18 anys, en un 52,5% hi vivien parelles casades, en un 13,5% dones solteres, i en un 30,5% no eren unitats familiars. En el 27,4% dels habitatges hi vivien persones soles el 15,9% de les quals corresponia a persones de 65 anys o més que vivien soles. El nombre mitjà de persones vivint en cada habitatge era de 2,42 i el nombre mitjà de persones que vivien en cada família era de 2,91.
Per edats la població es repartia de la següent manera: un 27,3% tenia menys de 18 anys, un 8,5% entre 18 i 24, un 25,8% entre 25 i 44, un 18% de 45 a 60 i un 20,4% 65 anys o més.
L'edat mediana era de 36 anys. Per cada 100 dones de 18 o més anys hi havia 74,5 homes.
La renda mediana per habitatge era de 23.163 $ i la renda mediana per família de 27.292 $. Els homes tenien una renda mediana de 21.397 $ mentre que les dones 17.424 $. La renda per capita de la població era d'11.925 $. Entorn del 17% de les famílies i el 21,3% de la població estaven per davall del llindar de pobresa.

## Poblacions més properes
El següent diagrama mostra les poblacions més properes.